# Leighton Meester
Leighton Marissa Meester (ur. 9 kwietnia 1986 w Fort Worth) – amerykańska aktorka filmowa i telewizyjna, piosenkarka, autorka tekstów piosenek i fotomodelka. Sławę zyskała dzięki roli Blair Waldorf w serialu telewizyjnym Plotkara. Od tego czasu pojawiła się w takich produkcjach jak Country Strong (2010), Współlokatorka (2011), Monte Carlo (2011) oraz Spadaj, tato (2012). W 2014 roku wydała swój debiutancki album zatytułowany Heartstrings, który dotarł do 129 miejsca zestawienia listy sprzedaży magazynu „Billboard” i zadebiutował na 1 miejscu zestawienia „Top Heatseekers”.

## Wczesne życie
Meester urodziła się w Fort Worth w stanie Teksas jako córka Constance i Douglasa Meesterów, jednak większość życia spędziła w Nowym Jorku oraz Los Angeles. W momencie jej narodzin, Constance Meester odsiadywała wyrok w więzieniu federalnym za powiązania z grupą przemycającą marihuanę z Jamajki do Stanów Zjednoczonych. Leighton przyszła na świat w normalnym szpitalu, a pierwsze trzy miesiące życia spędziła wraz z matką w ośrodku resocjalizacji. Następnie Constance powróciła do więzienia, by odsiedzieć resztę wyroku; opiekę nad Leighton przejęła wówczas jej babcia. Pytana o swoje dzieciństwo, Meester przyznała, że dorastała w normalnym domu, pomimo kryminalnej przeszłości rodziców; dodała również, że ich doświadczenia sprawiły, że ma otwarty umysł i nie osądza innych: „Uświadomiłam sobie, że nie można sądzić innych – a zwłaszcza swoich rodziców – na podstawie tego, co robili w przeszłości, bo ludzie się zmieniają.” Leighton posiada młodszego o osiem lat brata, Alexandra.
Meester dorastała w Marco Island na Florydzie, gdzie występowała w sztukach wystawianych przez lokalny teatr. Gdy ukończyła 11 lat, wraz z matką przeprowadziła się do Nowego Jorku. Tam uczęszczała do Professional Children's School, a także rozpoczęła karierę modelki, nawiązując współpracę z agencją Wilhelmina. Niedługo po tym pojawiła się w kampanii reklamowej marki Ralph Lauren, a także współpracowała z fotografką (a obecnie reżyserką) Sofią Coppolą. Występowała ponadto w wielu reklamach, między innymi produktów Tamagotchi oraz Clearasil, a także kampaniach odzieży Limited Too, w których partnerowała innej początkującej wówczas aktorce, Amandzie Seyfried. W 1999 roku Leighton zadebiutowała na ekranie, pojawiając się w jednym z odcinków serialu Prawo i porządek. Kilka miesięcy później 14-letnia Meester podjęła decyzję o przenosinach do Los Angeles z myślą o bardziej stabilnym zajęciu. Na miejscu rozpoczęła naukę w Hollywood High School i Beverly Hills High School, jednak ostatecznie zmieniła szkołę na małe, prywatne liceum.

## Kariera

### Aktorstwo

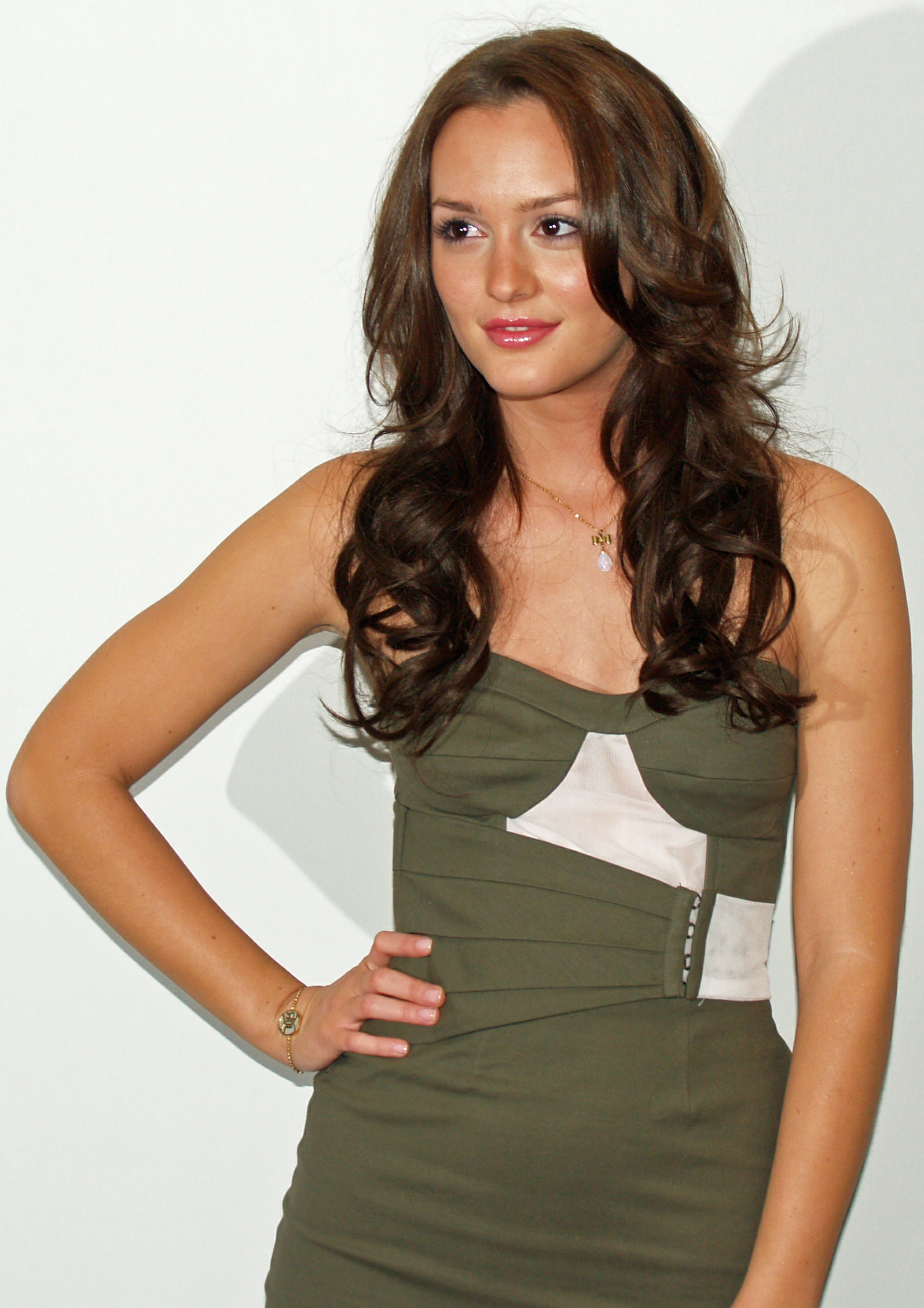
Meester na premierze Killer Movie podczas Tribeca Film Festival w 2008 roku

Po telewizyjnym debiucie z 1999 roku w Prawo i porządek, Meester pojawiła się gościnnie w dwóch kolejnych serialach telewizyjnych, by następnie zagrać jedną z głównych ról w filmie Klątwa Wisielca (2003). Otrzymała ponadto angaż do serialu Tarzan na Manhattanie, który jednak doczekał się zaledwie ośmiu odcinków. Leighton zaczęła regularnie pojawiać się gościnnie w kolejnych produkcjach, takich jak Jordan w akcji, Siódme niebo, Veronica Mars, 24 godziny, 8 prostych zasad oraz Ekipa.
W 2005 roku Meester otrzymała rolę Savannah Bennet w serialu telewizji NBC, Na powierzchni. Rok później premiery miały dwa filmy z jej udziałem: Flourish i Inside, zaś sama aktorka zagrała ponadto gościnnie w serialach Wzór i Dr House. W roku 2007 Leighton pojawiła się w produkcjach CSI: Kryminalne zagadki Miami oraz Shark, a na ekranach zadebiutowały trzy obrazy z jej udziałem: Drive-Thru (pierwsza główna rola filmowa w dorobku Meester), Remember the Daze i Śmiertelna przysięga.
W 2007 roku nastąpił ponadto przełom w karierze Meester; została obsadzona w roli Blair Waldorf w serialu produkcji CW, Plotkara. Jej kreacja była jednym z najbardziej chwalonych elementów serialu, zaś Leighton zyskała międzynarodową rozpoznawalność.

Począwszy od 2010 roku, gwałtowny rozwój przeżywa kariera filmowa Meester. Zwiastunem tego progresu były drugoplanowe role w produkcjach Nocna randka (2010) i Stosunki międzymiastowe (2010). Następnie Leighton zagrała u boku Gwyneth Paltrow, Tima McGrawa i Garretta Hedlunda w dramacie Country Strong (2010); The Boston Globe uznał jej rolę za najjaśniejszy punkt filmu. W 2011 roku premierę miał thriller Współlokatorka, w którym Meester wcieliła się w postać Rebeki, głównej bohaterki produkcji. Drugim filmem z jej udziałem, który zadebiutował w 2011 roku była komedia Monte Carlo, z Leighton, Seleną Gomez oraz Katie Cassidy w rolach głównych.

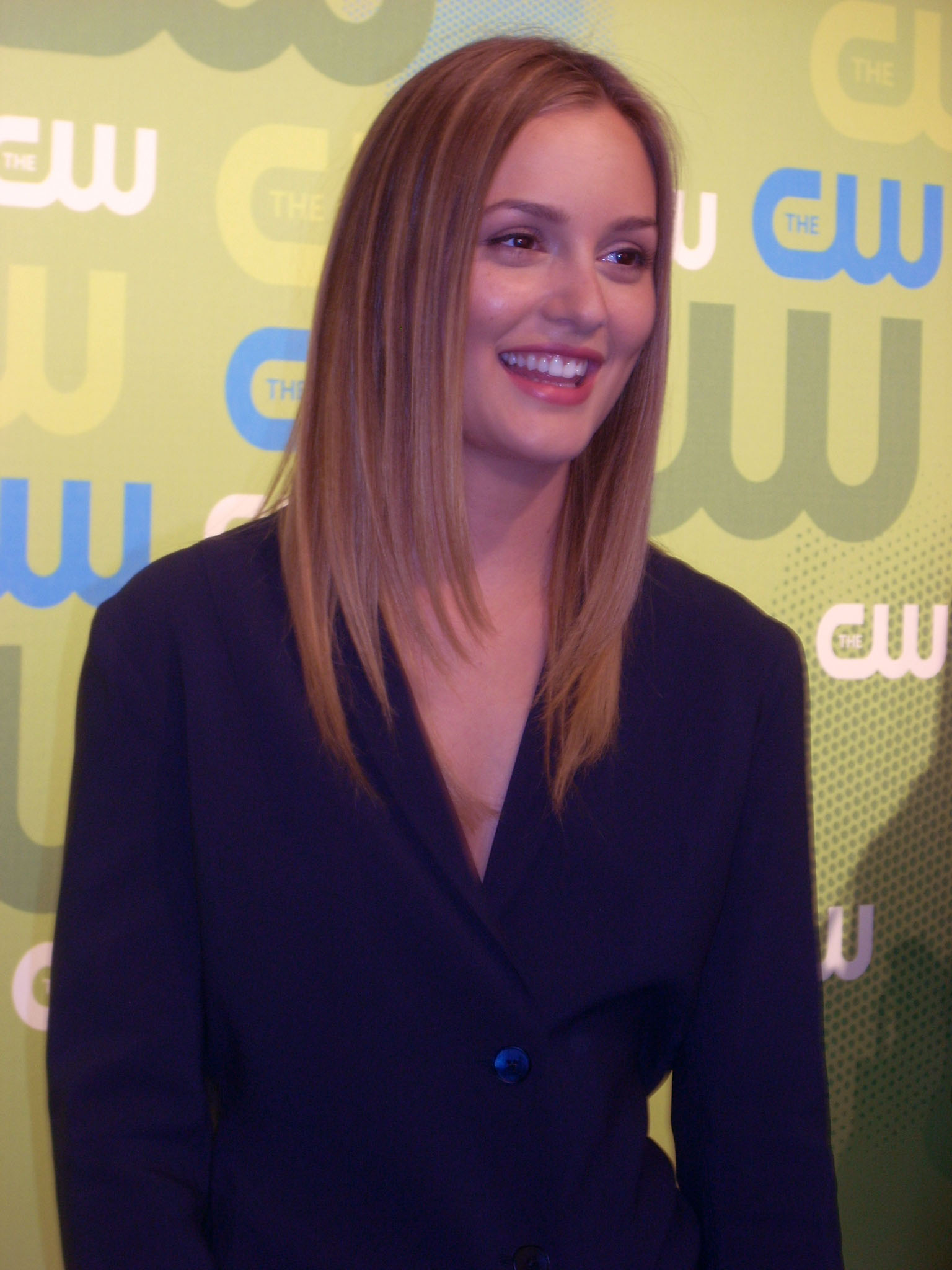
Meester w 2009 roku

W czerwcu 2012 roku premierę miała komedia Spadaj, tato, w której to Meester wcieliła się w postać Jamie, zamierzającej wziąć ślub z Toddem (Andy Samberg); niezapowiedziana wizyta ojca Todda, lekkoducha Donny'ego (Adam Sandler), pokrzyżowała jednak ich plany. Z kolei w październiku ukazał się niezależny obraz The Oranges, z Leighton w roli studentki Niny, która wdaje się w romans ze swoim 50-letnim sąsiadem (Hugh Laurie).
Na rok 2013 planowana jest premiera obrazu Mobster: A Call for the New Order, w którym w główne postacie mają wcielić się Leighton, Jake Gyllenhaal, Mickey Rourke i Andy García.

### Muzyka

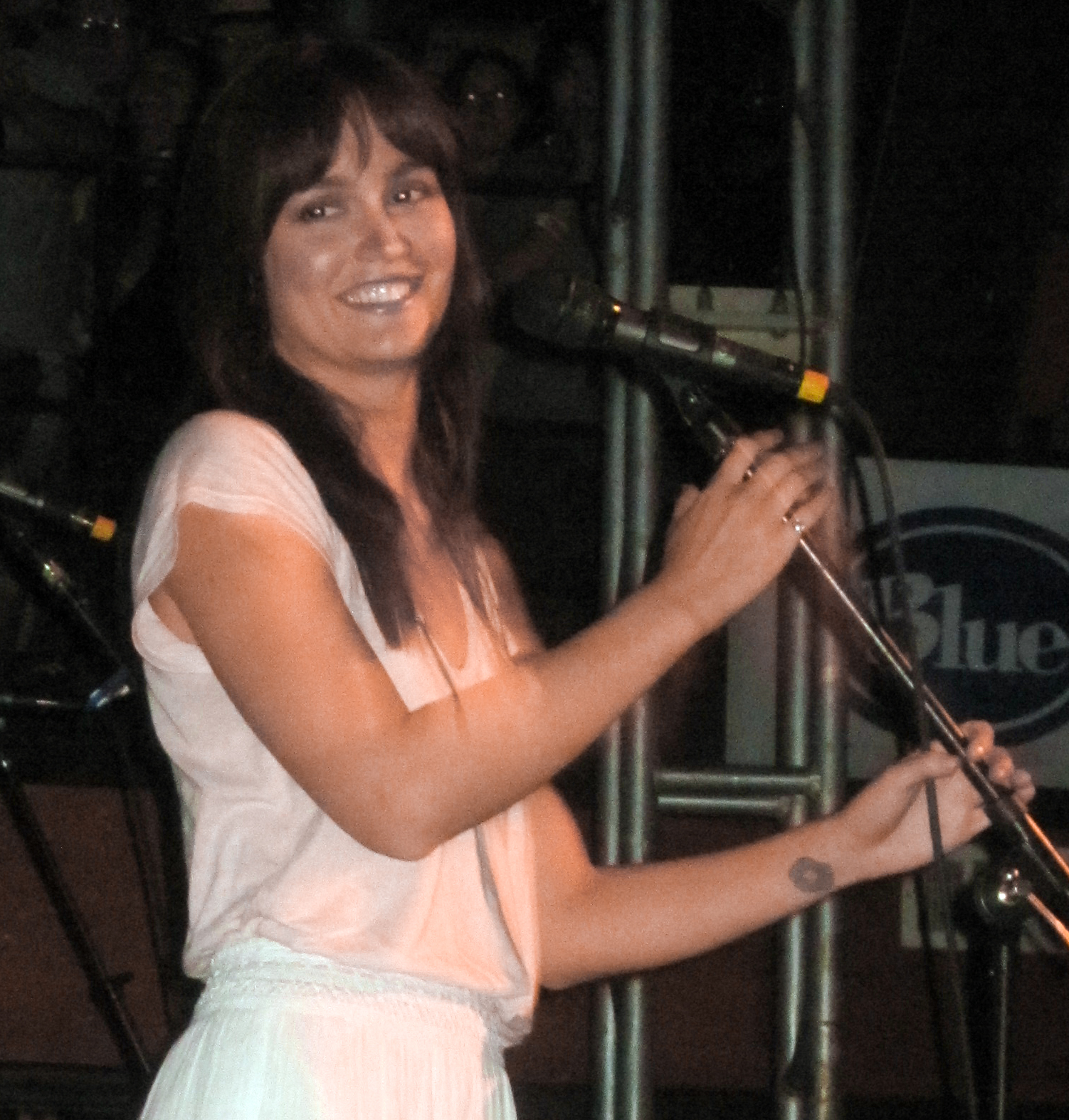
Meester podczas koncertu w klubie The Troubadour w Hollywood, w czerwcu 2011 roku

W kwietniu 2009 roku Meester podpisała kontrakt płytowy z wytwórnią Universal Republic. Jej pierwszy oficjalny singel solowy, „Somebody to Love”, nagrany z gościnnym udziałem wokalisty R&B Robina Thicke, miał premierę 13 października tego samego roku. W listopadzie 2009 roku Leighton ujawniła, że współpracowała z Lil Wayne’em nad utworem „Make It Rain”, który jednak nie został opublikowany. Jej drugi oficjalny singel, „Your Love's a Drug”, ukazał się 30 marca 2010 roku.
W 2009 roku Meester nagrała w duecie z grupą Cobra Starship piosenkę „Good Girls Go Bad”, która dotarła do 7. miejsca listy Billboard Hot 100, uzyskując platynowy status w Stanach Zjednoczonych, Australii, Nowej Zelandii i Kanadzie. W tym samym roku nagrała cover utworu „Christmas (Baby Please Come Home)”, wydany na albumie kompilacyjnym A Very Special Christmas 7. Na potrzeby filmu Country Strong (2010), stworzyła covery „Words I Couldn't Say” Rascal Flatts oraz „A Little Bit Stronger” Sary Evans wydane na ścieżce dźwiękowej obrazu; singel promocyjny „Summer Girl”; a także duet z Garrettem Hedlundem zatytułowany „Give in to Me”.
W październiku 2010 roku Leighton przyznała, że przez sześć ostatnich miesięcy współpracowała z zespołem Check in the Dark, pisząc teksty pod wpływem inspiracji rolą w Country Strong. Następnie opowiedziała o swoich wzorcach: „Uwielbiam Neila Younga i Joni Mitchell, ten styl muzyki, do niego należy moje serce, przynajmniej wtedy, gdy zajmuje się tworzeniem tekstów.” 22 kwietnia Meester ogłosiła, że wyrusza w mini-trasę koncertową z Check in the Dark, która objęła 5 występów w okresie od 29 maja do 4 czerwca. W 2014 roku nakładem jej własnej wytwórni Hotly Wanting ukazał się jej debiutancki album Heartstrings z pogranicza rocka alternatywnego, popu i indie rocka.

## Inna działalność
Meester brała udział w wielu kampaniach reklamowych, a także akcjach charytatywnych. W 2008 roku była rzeczniczką kampanii „Life Can't Wait” Sunsilk, motywującej kobiety do spełniania marzeń; kooperowała ponadto z Safe Horizon, zwiększając świadomość kobiet na temat przemocy domowej i metodach jej zwalczania. Na początku 2009 roku Meester nawiązała współpracę z marką Reebok, by zaprojektować jeden z modeli obuwia Top Down. Leighton wystąpiła wraz z Edem Westwickiem (partnerem z serialu Plotkara) w reklamach serii aparatów fotograficznych Nikon Coolpix; oboje byli ponadto twarzami koreańskiej linii odzieżowej ASK Enquired.
W 2010 roku Meester została ambasadorką marki Herbal Essences, a także przyłączyła się do akcji charytatywnej domu mody Bulgari na rzecz organizacji Save the Children. Latem 2011 roku Vera Wang wybrała Meester na twarz swoich nowych perfum, Lovestruck, uznając, że jej „piękno, talent i duch zainspirują wszystkie młode kobiety, które, mam nadzieję, będą czerpać radość z tego namiętnego zapachu”. Również w 2011 roku, Leighton została twarzą włoskiego domu mody Missoni.
W październiku 2013 została globalną ambasadorką Biotherm.

## W mediach
W 2008 roku Meester, wraz z obsadą Plotkary, uznana została za jednego ze stu najpiękniejszych ludzi świata według People, a także 25 najpiękniejszych 25-letnich kobiet świata 2011 roku według tego samego magazynu. Kilkukrotnie uwzględniana była na liście Hot 100 Maxima, zajmując odpowiednio: 48. miejsce w roku 2008, 12. w 2009, 17. w 2010 oraz 16. w 2011. Witryna internetowa BuddyTV umieściła Meester na 32. pozycji zestawienia 100 najseksowniejszych kobiet 2010 roku. Z kolei czytelnicy AskMen.com wyróżnili ją na 75. miejscu listy 99 kobiet roku 2010 oraz 53. miejscu tej samej listy roku 2011. Magazyn Men’s Health uznał Leighton za 30. „najgorętszą” kobietę 2011 roku, zaś Glamour umieścił ją na 5. pozycji zestawienia najbardziej olśniewających gwiazd tego samego roku.

## Życie osobiste
W okresie od 2008 do 2010 roku Leighton pozostawała w związku z aktorem Sebastianem Stanem, którego poznała na planie serialu Plotkara.
W lipcu 2011 roku Meester i jej matka złożyły wzajemne pozwy sądowe, dotyczące wsparcia finansowego, jakie Leighton zapewniała swojemu bratu, cierpiącemu na różne problemy zdrowotne. Aktorka utrzymywała, że pieniądze, które przekazywała na jego rzecz były wykorzystywane przez ich matkę na „zabiegi kosmetyczne”; Constance oświadczyła w swojej obronie, że ona i jej córka zawarły ustną umowę, na mocy której Leighton miała przesyłać jej 10 tysięcy dolarów miesięcznie na życie, a dawała jej tylko 7,5 tysiąca. Następnie pozwała Leighton o złamanie tejże umowy oraz przemoc fizyczną, domagając się 3 milionów dolarów odszkodowania. W czerwcu 2012 roku sąd opowiedział się po stronie aktorki i uznał, że Constance wydawała pieniądze niezgodnie z ich przeznaczeniem, odrzucając jednocześnie jej roszczenia finansowe; Leighton otrzymała ponadto prawa do opieki nad Alexandrem Meesterem.
W listopadzie 2013 zaręczyła się z Adamem Brodym, aktorem najbardziej znanym z serialu Życie na fali. Para wzięła sekretny ślub w lutym 2014. Mają córkę Arlo Day (ur. 4 sierpnia 2015) oraz syna (ur. 2020).

## Dyskografia[52][53]

### Albumy studyjne
| Rok  | Tytuł        |
| ---- | ------------ |
| 2014 | Heartstrings |

### Single[53][54][55]
| Rok  | Tytuł                                                  | Teledysk        |
| ---- | ------------------------------------------------------ | --------------- |
| 2009 | Body Control                                           | Niezrealizowany |
| 2009 | Good Girls Go Bad (w duecie z Cobra Starship)          | Zrealizowany    |
| 2009 | Christmas (Baby Please Come Home)                      | Niezrealizowany |
| 2009 | Somebody to love (w duecie z Robin Thicke)             | Zrealizowany    |
| 2010 | She Said (na albumie Stephena Jerzaka Miles and Miles) | Niezrealizowany |
| 2010 | Your Love's a Drug                                     | Niezrealizowany |
| 2011 | Give In to Me                                          | Niezrealizowany |
| 2011 | Summer Girl                                            | Niezrealizowany |
| 2011 | Words I Couldn't Say                                   | Niezrealizowany |
| 2014 | Heartstrings                                           | Zrealizowany    |

## Filmografia
Film
| Rok  | Tytuł                             | Rola                  |
| ---- | --------------------------------- | --------------------- |
| 2003 | The Big Wide World of Carl Laemke | Tanni                 |
| 2003 | The Jackalope                     | Lorraine              |
| 2003 | Klątwa Wisielca                   | Elisha Springfield    |
| 2004 | Hollywood Division                | Michelle              |
| 2006 | Flourish                          | Lucille „Lucy” Covner |
| 2006 | Inside                            | Josie                 |
| 2007 | Drive Thru                        | Mackenzie Carpenter   |
| 2007 | Remember the Daze                 | Tori                  |
| 2007 | Śmiertelna przysięga              | Samantha Willows      |
| 2008 | Killer Movie                      | Jaynie Hansen         |
| 2010 | Nocna randka                      | Katy                  |
| 2010 | Stosunki międzymiastowe           | Amy                   |
| 2010 | Country Strong                    | Chiles Stanton        |
| 2011 | Współlokatorka                    | Rebecca Evans         |
| 2011 | Monte Carlo                       | Meg Kelly             |
| 2011 | Córka mojego kumpla               | Nina Ostroff          |
| 2012 | Spadaj, tato                      | Jamie                 |
| 2014 | Life Partners                     | Sasha                 |
| 2014 | Sędzia                            | Carla Powell          |
| 2014 | Eleanor i Reggie                  | Eleanor               |
| 2014 | By The Gun                        | Ali Matazano          |
| 2015 | Any Tom, Dick or Harry            | Barbara               |
| 2015 | Unity                             | narrator              |

Telewizja
| Rok       | Tytuł                         | Rola             | Notki                                                    |
| --------- | ----------------------------- | ---------------- | -------------------------------------------------------- |
| 1999      | Prawo i porządek              | Alyssa Turner    | odcinek: „Disciple”                                      |
| 2001      | Boston Public                 | Sarah Breen      | odcinek: „Chapter Twenty-Eight”                          |
| 2002      | Once and Again                | Amanda           | odcinek: „Gardenia”                                      |
| 2002      | Family Affair                 | Irene            | odcinek: „No Small Parts”                                |
| 2003      | Tarzan na Manhattanie         | Nicki Porter     |                                                          |
| 2004      | Jordan w akcji                | Marie Strand     | odcinek: „Missing Pieces”                                |
| 2004      | Siódme niebo                  | Kendall          | 2 odcinki                                                |
| 2004      | Gorące Hawaje                 | Veronica Farrell | odcinek: „Pilot”                                         |
| 2004–2008 | Ekipa                         | Justine Chapin   | 3 odcinki: „The Review”, „Date Night”, „Unlike a Virgin” |
| 2005      | 24 godziny                    | Debbie Pendleton | 4 odcinki                                                |
| 2005      | 8 prostych zasad              | Nikki Alcott     | odcinek: „The After Party”                               |
| 2005      | Veronica Mars                 | Carrie Bishop    | 2 odcinki                                                |
| 2005–2006 | Na powierzchni                | Savannah Barnett |                                                          |
| 2006      | Monster Allergy               | Poppy (głos)     | odcinek: „House of Monster”                              |
| 2006      | Secrets of a Small Town       | Kayla Rhodes     | odcinek: „Pilot”                                         |
| 2006      | Wzór                          | Karen Camden     | odcinek: „Dark Matter”                                   |
| 2006      | Dr House                      | Ali              | 2 odcinki: „Informed Consent” i „Lines in the Sand”      |
| 2007      | CSI: Kryminalne zagadki Miami | Heather Crowley  | odcinek: „Broken Home”                                   |
| 2007      | Shark                         | Megan            | 3 odcinki                                                |
| 2007–2012 | Plotkara                      | Blair Waldorf    |                                                          |